# Tamura Shota
Shota Tamura (田村 翔太 (Điền Thôn Tường Thái) Tamura Shota, sinh ngày 4 tháng 2 năm 1995 ở Owariasahi) là một cầu thủ bóng đá người Nhật Bản thi đấu cho Fukushima United FC.

## Thống kê câu lạc bộ
Cập nhật đến ngày 23 tháng 2 năm 2018.
| Thành tích câu lạc bộ | Thành tích câu lạc bộ | Thành tích câu lạc bộ | Giải vô địch | Giải vô địch | Cúp                   | Cúp                   | Cúp Liên đoàn | Cúp Liên đoàn | Tổng cộng | Tổng cộng |
| Mùa giải              | Câu lạc bộ            | Giải vô địch          | Số trận      | Bàn thắng    | Số trận               | Bàn thắng             | Số trận       | Bàn thắng     | Số trận   | Bàn thắng |
| Nhật Bản              | Nhật Bản              | Nhật Bản              | Giải vô địch | Giải vô địch | Cúp Hoàng đế Nhật Bản | Cúp Hoàng đế Nhật Bản | J. League Cup | J. League Cup | Tổng cộng | Tổng cộng |
| --------------------- | --------------------- | --------------------- | ------------ | ------------ | --------------------- | --------------------- | ------------- | ------------- | --------- | --------- |
| 2013                  | Shonan Bellmare       | J1 League             | 0            | 0            | 0                     | 0                     | 1             | 0             | 1         | 0         |
| 2014                  | Fukushima United FC   | J3 League             | 7            | 0            | 0                     | 0                     | –             | –             | 7         | 0         |
| 2015                  | Fukushima United FC   | J3 League             | 16           | 1            | 0                     | 0                     | –             | –             | 16        | 1         |
| 2016                  | Shonan Bellmare       | J1 League             | 0            | 0            | 0                     | 0                     | 1             | 0             | 1         | 0         |
| 2017                  | Fukushima United FC   | J3 League             | 12           | 3            | –                     | –                     | –             | –             | 12        | 3         |
| Tổng cộng sự nghiệp   | Tổng cộng sự nghiệp   | Tổng cộng sự nghiệp   | 35           | 4            | 0                     | 0                     | 2             | 0             | 37        | 4         |